# Адани, Даниеле
Даниеле Адани (итал. Daniele Adani; род. 10 июля 1974, Корреджо, Эмилия-Романья) — итальянский футболист и футбольный эксперт.

## Клубная карьера
Даниеле является воспитанником любительской команды «Саммартинезе», откуда он впоследствии попал в юношескую команду «Модены». Свой дебютный матч за «Модену» в Серии B он сыграл в сезоне 1991/92. За следующие 2 года защитник провёл за 47 встреч «канареек», отметившись 1 голом. Летом 1994 года Даниеле стал игроком «Лацио», но после 2 месяцев без игровой практики ушёл в более скромную «Брешию», боровшуюся за выживание в Серии А. Он дебютировал за неё 20 ноября в матче против «Ромы». Всего защитник провёл в этой команде 159 игр и забил 8 голов за 5 лет, балансируя между высшей и подэлитной лигами вместе с ней.
В 1999 году Даниеле перебрался в «Фиорентину». Осенью защитник дебютировал в еврокубках: 9 сентября он заменил Алессандро Пьерини на 84-й минуте матча Лиги Чемпионов против лондонского «Арсенала». В сезоне 2000/01 Даниеле в составе «фиалок» стал победителем Кубка Италии. В 2002 году «Фиорентина» обанкротилась, в результате чего команду покинули её лучшие игроки. Даниеле не стал исключением, заключив трёхлетний контракт с миланским «Интером». Он не смог стать основным защитником «нерадзурри», проведя всего 30 встреч Серии А за 2 сезона. В 2004 году Даниеле вернулся в «Брешию», но ушёл из неё уже через 9 месяцев.
В сезоне 2005/06 защитник представлял «Асколи», сыграв всего 3 матча чемпионата за этот клуб. Следующие 2 года он выступал за «Эмполи», проведя 21 игру за тосканцев в Серии А. После вылета тосканцев в Серию B в 2008 году, Даниеле оставил профессиональный футбол. В 2009 году он снова стал игроком родного «Саммартинезе», представлявшего девятый дивизион итальянского футбола. В 2011 году защитник закончил карьеру игрока и решил попробовать себя в роли тренера, проработав сезон 2011/12 ассистентом Сильвио Бальдини в «Виченце».

## Международная карьера
За национальную сборную Италии защитник сыграл 5 игр. Даниеле дебютировал в её футболке 15 ноября 2000 года, заменив Алессандро Несту на 67-й минуте товарищеской встречи против сборной Англии. 31 марта 2004 года он провёл свою последнюю игру в составе национальной команды, целиком отыграв товарищеский матч с португальцами.

### Статистика выступлений за сборную Италии
| № | Дата            | Соперник   | Счёт | Голы | Турнир            |
| 1 | 15 ноября 2000  | Англия     | 1:0  | —    | Товарищеский матч |
| 2 | 27 марта 2002   | Англия     | 2:1  | —    | Товарищеский матч |
| 3 | 17 апреля 2002  | Уругвай    | 1:1  | —    | Товарищеский матч |
| 4 | 18 февраля 2004 | Чехия      | 2:2  | —    | Товарищеский матч |
| 5 | 31 марта 2004   | Португалия | 2:1  | —    | Товарищеский матч |

Итого: 5 матчей / 0 голов; 3 победы, 2 ничьи, 0 поражений.

## Достижения
«Брешиа»
- Победитель Серии B (1): 1996/97

 «Фиорентина»
- Обладатель Кубка Италии (1): 2000/01

## Личная жизнь
В 2010 году, на закате своей футбольной карьеры, Даниеле начал работать футбольным комментатором на Sportitalia. В 2012 году он перешёл на работу в Sky Sport Italia, где не только комментировал матчи, но и выступал в качестве футбольного эксперта. В 2014 году Роберто Манчини предложил Даниеле стать его ассистентом в «Интернационале», однако он отказался покидать своё место работы.
Младший брат Даниеле, Симоне Адани (род. 1975) тоже был футболистом. Он провёл всю свою карьеру в клубах из Серии C и Серии D.